# Viktor Brandt
Viktor Brandt (* 8. července 1999 Karlstad) je švédský biatlonista a mistr světa ze závodu mužských štafet Mistrovství světa 2024 v Novém Městě na Moravě.
Biatlonu se věnuje od roku 2011. Ve světovém poháru nezvítězil ve světovém poháru v žádném individuálním ani kolektivním závodě. Jeho nejlepším individuálním umístěním je 24. místo z vytrvalostního závodu z Osla v březnu 2024.

## Výsledky

### Olympijské hry a mistrovství světa
| Sezóna  | D  | Místo                | SP  | SZ  | HZ | IZ  | ŠT | SŠT | SZD | Věk    |
| ------- | -- | -------------------- | --- | --- | -- | --- | -- | --- | --- | ------ |
| 2023/24 | MS | Nové Město na Moravě | 24. | 33. | –  | –   | 1. | –   | –   | 24 let |
| 2024/25 | MS | Lenzerheide          | 60. | 51. | –  | 42. | 4. | –   | –   | 25 let |

Poznámka: Výsledky z olympijských her a mistrovství světa se do hodnocení světového poháru nezapočítávají.

## Vítězství v závodech světového poháru, na mistrovství světa a olympijských hrách

### Kolektivní
| Č.                           | sezóna    | datum          | místo                            | disciplína |
| ---------------------------- | --------- | -------------- | -------------------------------- | ---------- |
| MS                           | 2023/2024 | 17. února 2024 | Nové Město na Moravě, Česko (MS) | štafeta    |
| – závod na mistrovství světa |           |                |                                  |            |